# Оркин, Ральф
Ральф Оркин (исп. Ralph Orquin; род. 15 апреля 2003, Техас) — мексиканский футболист, защитник клуба «Америка».

## Клубная карьера
Оркин — воспитанник столичного клуба «Америка». В начале 2024 года игрок на полтора года отправился в аренду в «Хуарес». 3 марта 2024 года в матче против «Пачуки» он дебютировал в мексиканской Примере. В 2025 году Ральф вернулся в «Америку». 12 июля в матче против «Хуарес» он дебютировал за новую команду.